# Szabolcs-Szatmár-Bereg
Szabolcs-Szatmár-Bereg é um condado (megye em húngaro) da Hungria. Sua capital é a cidade de Nyíregyháza.